# Estádio Artemio Franchi
O Estádio Artemio Franchi é um estádio localizado em Florença, na Itália. É a casa do time de futebol ACF Fiorentina.
Inaugurado em 13 de setembro de 1931, contava com uma pista de Atletismo e a arquitetura no estilo do regime Fascista. Foi inaugurado com o nome de Giovanni Berta, um mártir fascista. Depois da Segunda Guerra Mundial, passou a se chamar Stadio Comunale.
O estádio é considerado uma obra-prima de arquitectura racionalista italiana.
Para a Copa do Mundo de 1990 passou por amplas reformas, tendo a pista de atletismo removida, e com a capacidade para 47 282 torcedores. Na mesma época, foi rebatizado com o nome do ex-presidente da Federação Italiana de Futebol e da UEFA, Artemio Franchi, falecido em 1983 num acidente de carro.
Apenas uma arquibancada, a "Central", é coberta. Os outros setores são: arquibancada "Maratona", onde se localiza a torre do mesmo nome; "curva Ferrovia", pela via férrea próxima, "curva Fiesole", onde ficam os vestiários e é próxima da comuna de Fiesole; "Ospiti", localizada entre "Maratona" e a "curva Ferrovia", e "Parterre", onde era a pista de atletismo.

## Copa do Mundo FIFA de 1934
Na Copa do Mundo de 1934, hospedou três partidas da competição, sendo uma partida extra de desempate entre Itália e Espanha.
| Data         | Fase             | 1.ª seleção | Placar | 2.ª seleção | Público |
| ------------ | ---------------- | ----------- | ------ | ----------- | ------- |
| 27 de maio   | Oitavas-de-Final | Alemanha    | 5 – 2  | Bélgica     | 8 000   |
| 31 de maio   | Quartas-de-Final | Itália      | 1 – 1  | Espanha     | 35 000  |
| 1.º de junho | Desempate        | Itália      | 1 – 0  | Espanha     | 45 000  |

## Copa do Mundo FIFA de 1990
Na Copa do Mundo de 1990, hospedou quatro partidas.
| Data        | Fase               | 1.ª seleção     | Placar                                                | 2.ª seleção     | Público |
| ----------- | ------------------ | --------------- | ----------------------------------------------------- | --------------- | ------- |
| 10 de junho | 1.ª Fase - Grupo A | Tchecoslováquia | 5 – 1                                                 | Estados Unidos  | 33 266  |
| 15 de junho | 1.ª Fase - Grupo A | Áustria         | 0 – 1                                                 | Tchecoslováquia | 38 962  |
| 19 de junho | 1.ª Fase - Grupo A | Áustria         | 2 – 1                                                 | Estados Unidos  | 34 857  |
| 30 de junho | Quartas-de-Final   | Argentina       | (3 – 2) Pênaltis 0 – 0 Prorrogação 0 – 0 Tempo Normal | Iugoslávia      | 38 971  |